# Gommette

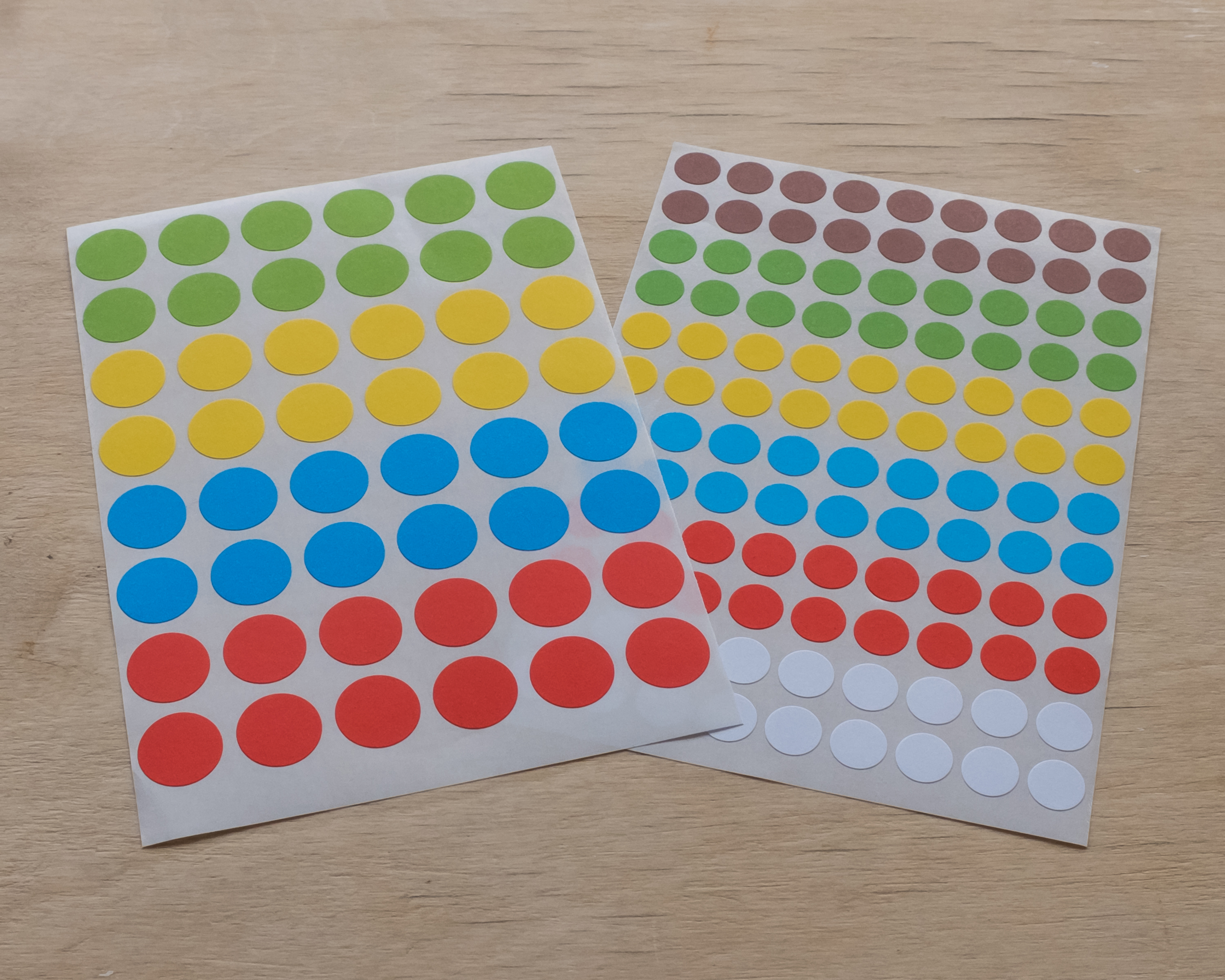
Grandes et petites gommettes.

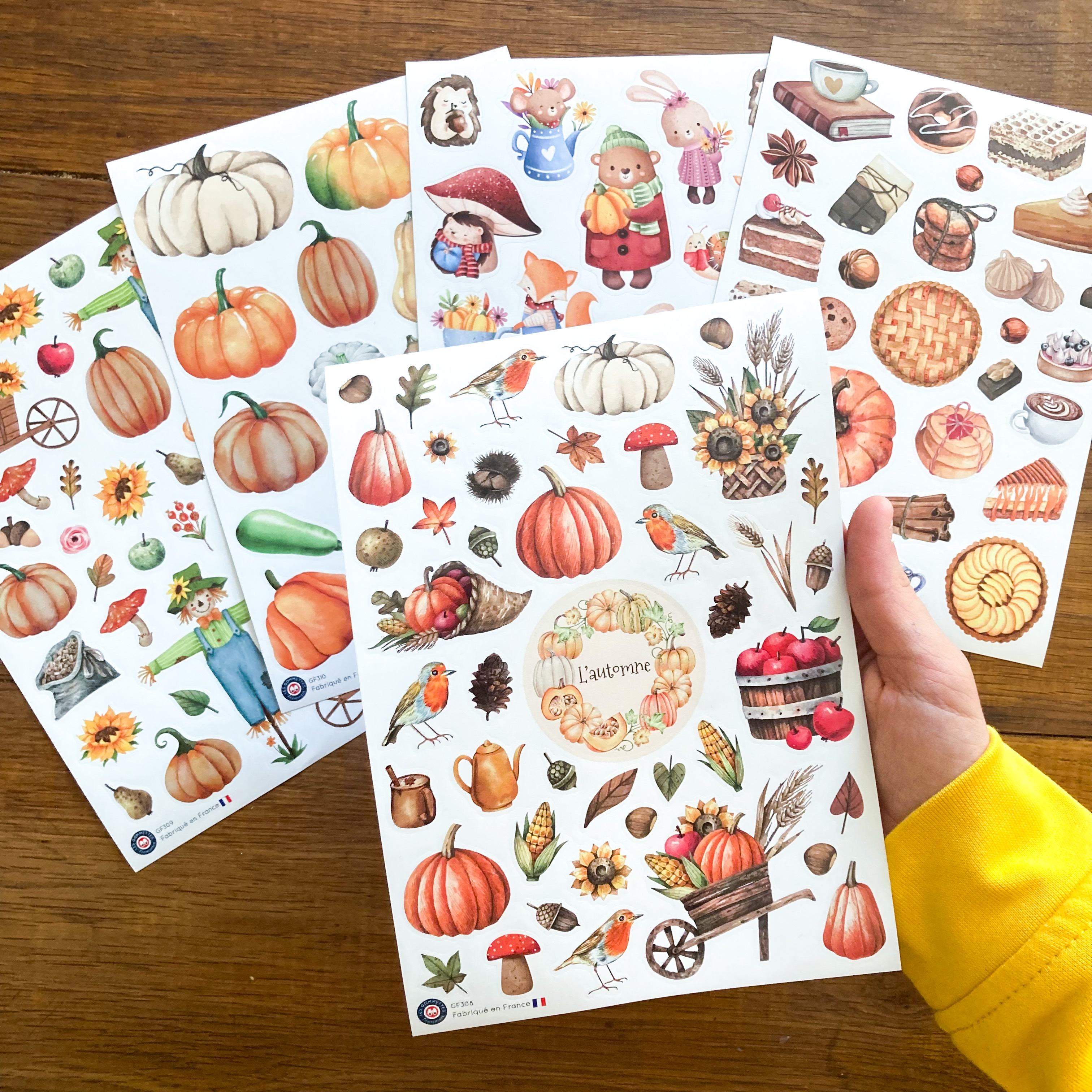
Gommettes illustrées

Une gommette est une forme de couleur unie ou ou ornée de dessins, motifs ou illustrations variés. Elle est faite de papier gommé ou autocollant, destinée à être collée sur un autre support. Des gommettes de différentes formes, couleurs et tailles sont fabriquées. 

## Histoire
La gommette trouve ses origines dans le développement du papier gommé et autocollant. Le papier gommé, utilisé dès le XIXe siècle notamment pour les timbres-poste et les enveloppes, est un papier recouvert d’une fine couche de gomme arabique qui devient adhésive au contact de l’eau.
Au début du XXe siècle, avec l’invention du papier autocollant, un papier muni d’une couche adhésive, sont apparus les premiers stickers et gommettes modernes, plus pratiques et faciles à coller.
La gommette, telle que nous la connaissons aujourd’hui, est donc une évolution de ces matériaux adhésifs, qui s’est popularisée avec l’essor des loisirs créatifs et des méthodes pédagogiques modernes tout au long du XXe siècle.
Aujourd’hui, la fabrication des gommettes est souvent réalisée à partir de papiers et vinyles autocollants, avec des procédés industriels permettant une grande variété de formes, tailles, couleurs et motifs. 

## Utilisation
Les gommettes sont souvent utilisées par les enfants, comme éléments décoratifs, compléments à des dessins, en loisirs créatifs, ou dans la réalisation de collages. En école maternelle, elles font partie d’activités pédagogiques variées, notamment pour le développement de la motricité fine,,.
Les gommettes peuvent également être utilisées comme matériel de repérage, classification, organisation, localisation cartographique, ou pour réaliser un vote cumulatif (« dot-voting (en) », ou « dotmocracy »).
Ces petits autocollants trouvent aussi leur place dans les activités créatives des adultes, notamment dans l’univers du scrapbooking, où ils sont utilisés pour décorer des albums photos, des carnets personnalisés ou encore des projets de journaling artistique. Certaines gommettes, ornés de citations inspirantes ou poétiques, sont particulièrement prisés pour ajouter une touche personnelle et expressive aux créations.
- Utilisation de gommettes dans la réalisation d’un dessin.

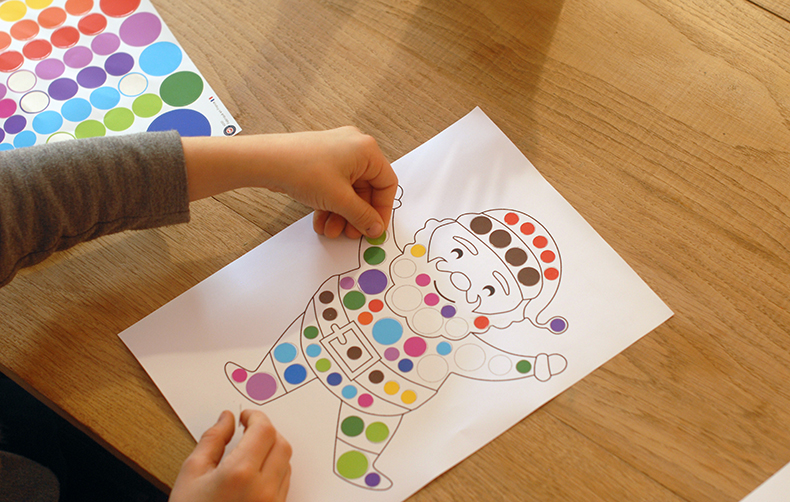
Travail de motricité fine consistant à coller les gommettes aux endroits prévus sur le dessin.
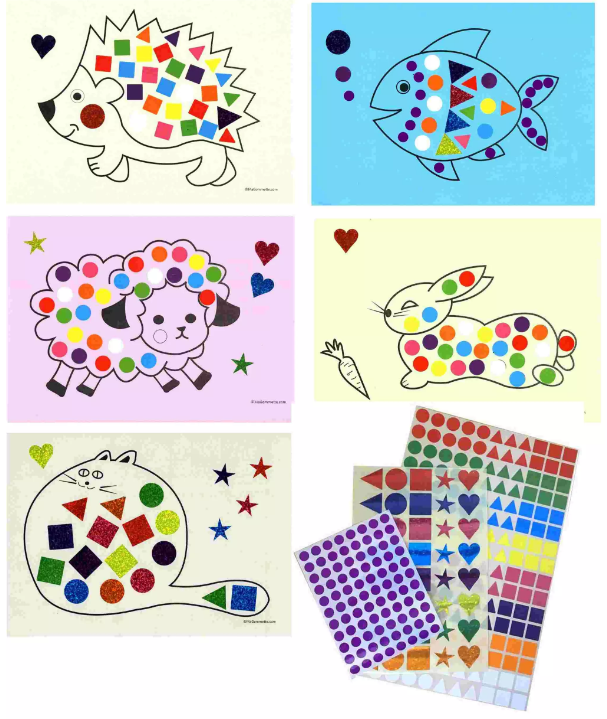
Dessins d’animaux complétés de gommettes géométriques.
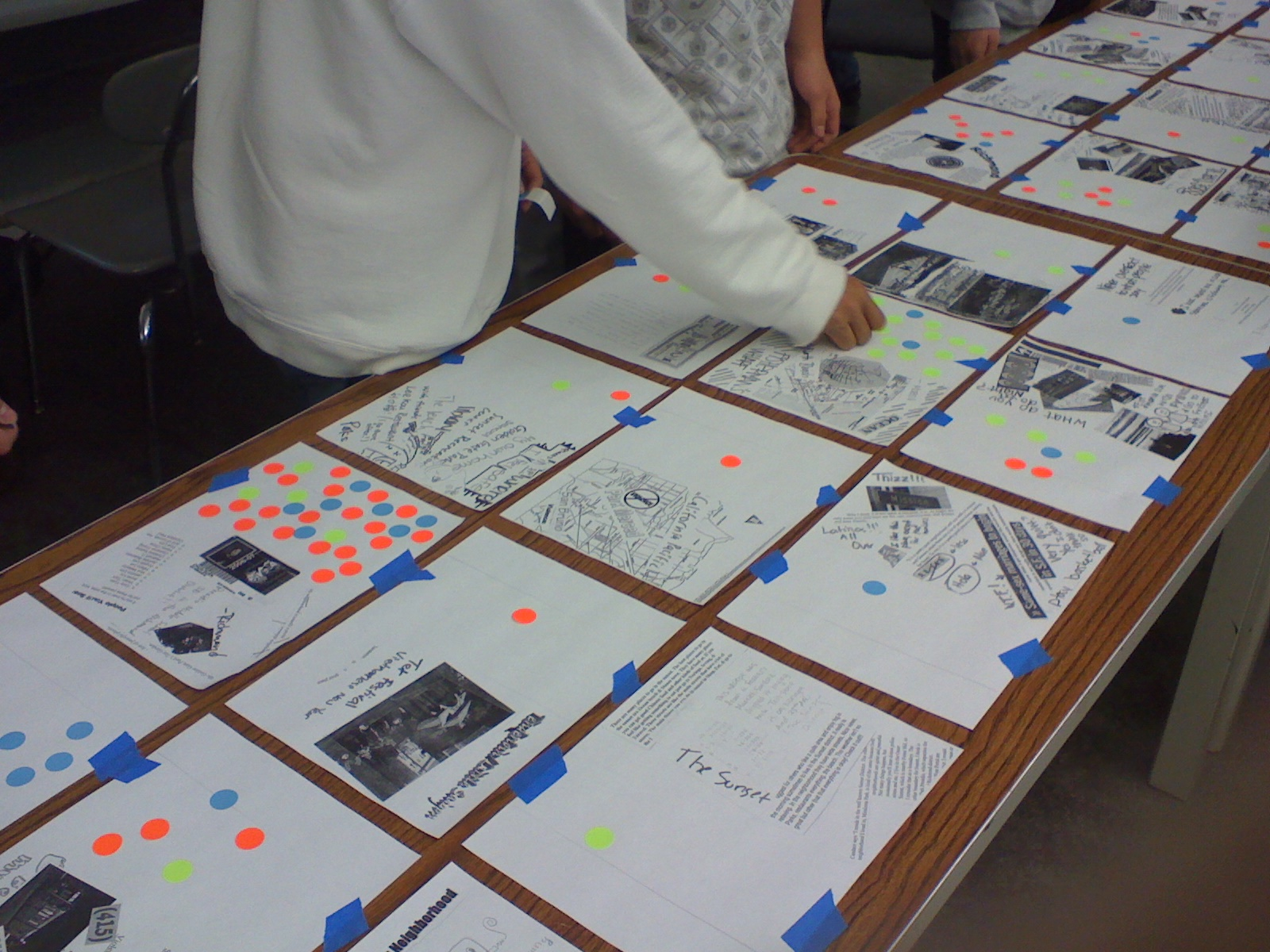
Gommettes utilisées dans le cadre d’un vote.
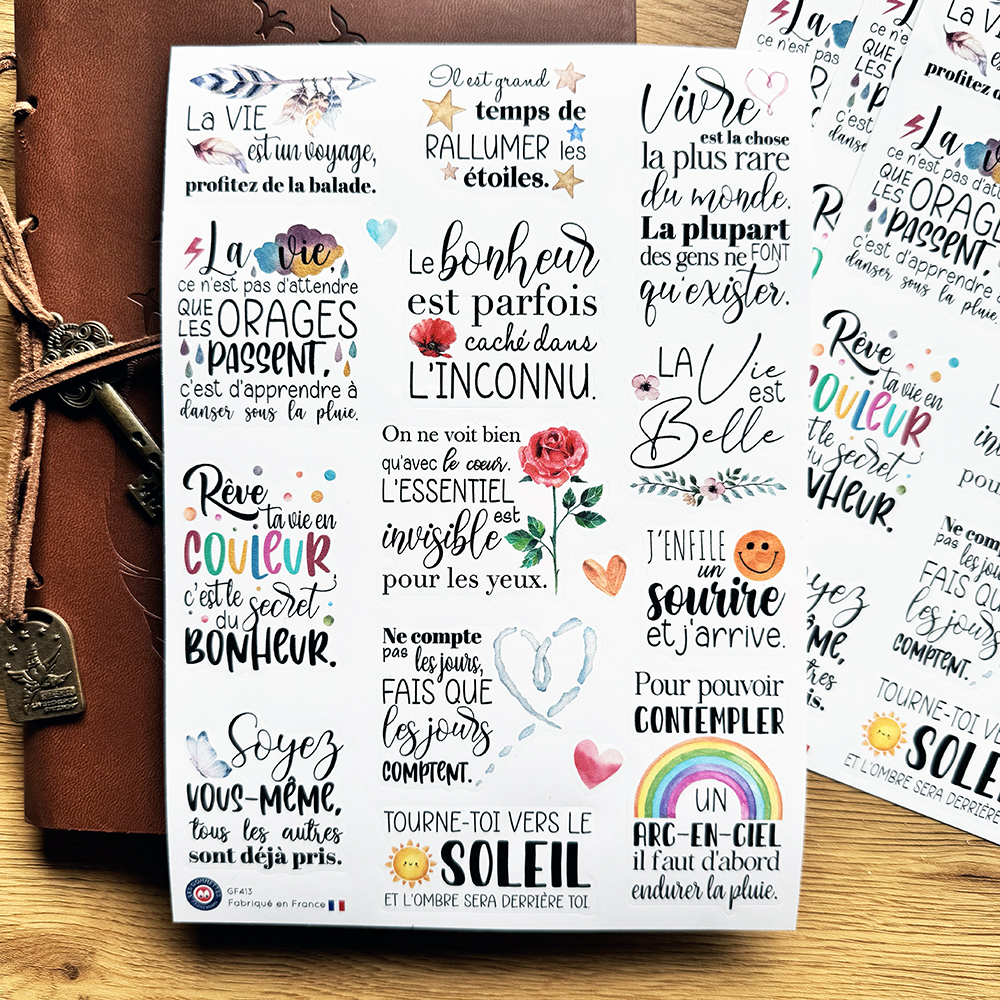
Autocollants Pensées positives pour scrapbooking. Décoration d'albums, carnets ou journaux.